# Большое Каменное (Петуховский район)
Большое Каменное — село в Петуховском районе Курганской области. Входит в состав Актабанского сельсовета.

## История
До 1917 года центр Каменской волости Ишимского уезда Тобольской губерния. По данным на 1926 год село Каменское состояло из 343 хозяйства. В административном отношении являлось центром Каменского сельсовета Петуховского района Ишимского округа Уральской области.

## Население
| 1989 | 2002 | 2010 |
| ---- | ---- | ---- |
| 410  | ↘319 | ↘162 |

По данным переписи 1926 года в деревне проживало 1838 человек (877 мужчин и 961 женщина), в том числе: русские составляли 99 % населения.